# Nicola Schößler
Nicola Schößler (* 1973) ist eine deutsche Schauspielerin.

## Leben
Nicola Schößler ist die Tochter eines Architekten. Sie wuchs in Darmstadt auf und sang am dortigen Staatstheater im Kinderchor. Erste Erfahrungen mit dem Theaterspielen machte sie am Justus-Liebig-Gymnasium, wo sie auch das Abitur ablegte. Von 1993 bis 1997 studierte Schößler Schauspiel an der Essener Folkwang Universität der Künste. Zwischen 1997 und 2007 belegte sie verschiedene Kurse unter anderem bei Ariane Mnouchkine und Jurij Alschitz, von 2004 bis 2007 besuchte sie die Schule für Alexander-Technik.
Erste Verpflichtungen führten Schößler 1997 an das Schauspielhaus Bochum und das Düsseldorfer Schauspielhaus. Im Jahr 2000 wirkte sie in Peter Steins Faust-Projekt mit. Seit Mitte der 2000er-Jahre tritt Schößler häufig an Berliner Bühnen auf, so an der Schaubühne am Lehniner Platz, am Deutschen Theater, am Hebbel am Ufer, in den Sophiensælen oder im heutigen Theater im Schokohof. Weitere Stationen ihrer Bühnenlaufbahn waren das Staatstheater Mainz, das Landestheater Tübingen, das Staatstheater Hannover, das Theater Freiburg, das Mainfranken Theater Würzburg sowie in Wien das Theater Garage X, das Konzerthaus und das Tanzfestival ImPulsTanz. 2016 gastierte Schößler beim Steirischen Herbst.
In einer Folge der Serie Stadtklinik stand Nicola Schößler 1997 zum ersten Mal vor der Kamera. Größere Bekanntheit erlangte sie vor allem in der Rolle der Lulu Simone Simon in Heimat 3 – Chronik einer Zeitenwende, dem dritten Teil von Edgar Reitz’ Heimat-Trilogie. Neben Gastrollen in bekannten Fernsehserien wirkte sie in zwei Folgen der Reihe Tatort mit.
Seit 2007 unterrichtet Schößler an der Schule für Alexander-Technik. Sie spricht fließend Englisch und Französisch und ist seit 2014 Mutter einer Tochter. Mit einem Österreicher liiert, hat Schößler neben ihrem Wohnsitz in Berlin derzeit noch einen zweiten in Wien.

## Filmografie (Auswahl)
- 1997: Stadtklinik: Die Erwartung (Fernsehserie)
- 2000: Der Fahnder: Kennedy  (Fernsehserie)
- 2004: Heimat 3 – Chronik einer Zeitenwende (Fernsehserie)
- 2005: Großstadtrevier: 50 Minuten
- 2006: Heimat-Fragmente: Die Frauen
- 2007: Ich bin eine Insel
- 2009: Tatort: Platt gemacht (Fernsehreihe)
- 2015: Endzeit (Webserie)
- 2016: Tatort: Durchgedreht (Fernsehreihe)